# اهریمن

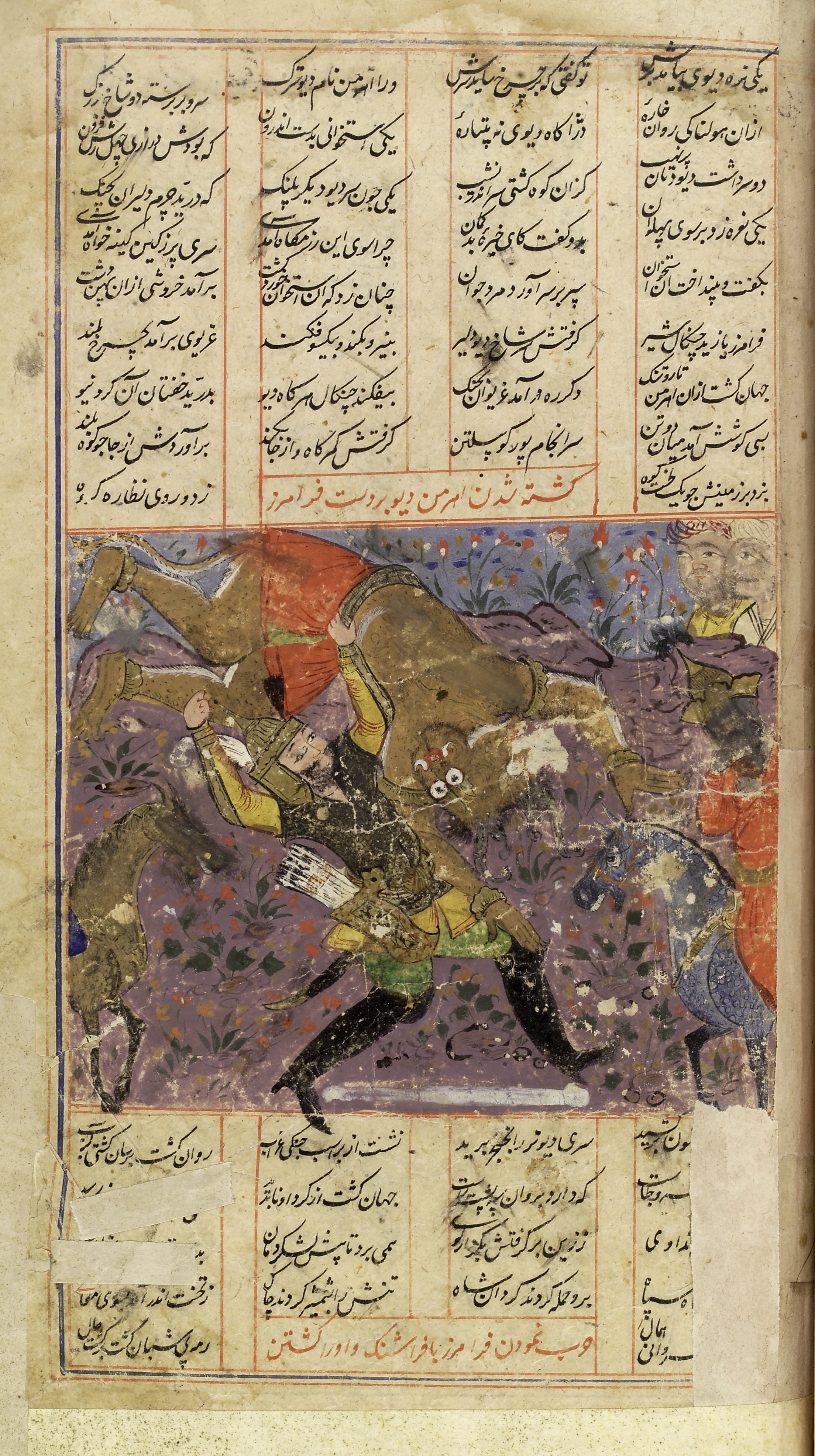
اهریمن در طی صحنه ای از شاهنامه توسط فرامرز کشته شد.

اهریمن یا اهرمن(به اوستایی: 𐬀𐬢𐬭𐬀⸱𐬨𐬀𐬌𐬥𐬌𐬌𐬎 «اَنْگْرَمَینیو»)، (آوانگاری لاتین : «aŋra mainyu»)، در مزدیسنا نیرویی بدنهاد و پلید است که برای از بین بردن نیکی تلاش می‌کند ولی چون دون و پست‌مایه است و اهورامزدا آگاه بر هر چیز است، پس سرانجام در پایان کار اهریمن نابود شده و اهورا مزدا  بر او چیره می‌شود و کار جهان یکسره به نیکی خواهد گرایید. در این میان، انسان و امشاسپندان و دیگر ایزدان و موجودات نیک (مزداآفریده) که همگی آفریدهٔ اهورامزدا هستند در مبارزه با دئوه‌ها (دیوها) که موجودات و پدیده‌هایی اهریمنی هستند در تلاشی کیهانی برای پیروزی نیکی بر بدی هستند. اهریمن را در پارسی اهرِمن هم می‌گویند.

## اهورامزدا و باورها
بر اساسِ کتابِ بندهشن که در اواخر دورهٔ ساسانیان نوشته شده، نیروی مخالفِ اهورامزدا و زایندهٔ بدی‌ها را اهریمن معرفی می‌کند. در دین زرتشتی یا بِه‌دینی، اهریمن هیچ‌گاه توانِ ذاتی برای مقابله با قدرتِ اهورامزدا را ندارد و رقیبی برای او نیست بلکه اهریمن همان اندیشهٔ بد یا انگره مینو است اما در باورِ زروانیان، اهریمن برادر و رقیبِ اهورامزدا و پسر زروان و دارای هویتی جداگانه از اهورامزدا است.
بر پایهٔ باورهای کهنِ زروانی و دیگر دین‌های پس از آن چون مانویان «اهورامزدا و اهریمن هردو زادهٔ زروان (خدای زمان) بودند و جهان عرصهٔ جنگ این دو نیروی نیک و بد است ولی سرانجام چیرگی در پایانِ جهان با اهورامزداست و چون اهورامزدا پاکی مطلق است، بدی در او راه ندارد. پس هر آنچه که بد است اهریمنی است.» البته این سخن در هیچ جای گاهان نیست و زُروان در زبان اوستایی تنها به‌معنای زمان است و ارتباطی با خداوند ندارد.

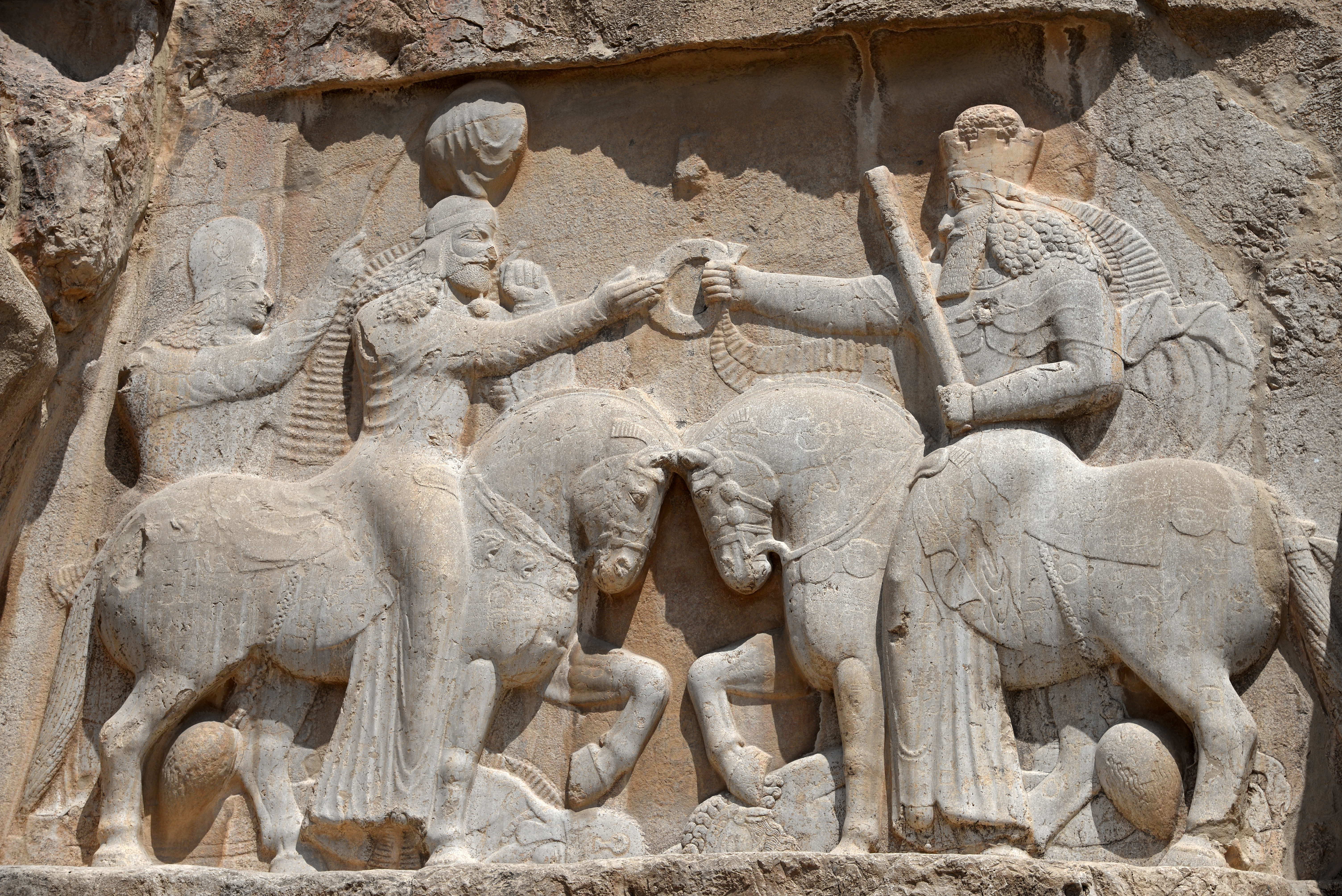
سومین سنگ‌نگارهٔ «دیهیم‌ستانی» چهارمین سنگ‌نگارهٔ اردشیر از اهورامزدا، کنده شده در نقش رستم. اردشیر و اهورامزدا سوار بر اسب در برابر یکدیگر، جسد اردوان و اهریمن زیر سم اسبان اردشیر و اهورامزدا، اردشیر درحال ستاندن حلقهٔ حاکمیت از اهورامزدا.

در مزدیسنا باور بر این است که در طبیعت دو نیروی متضاد خیر (سپنتا مینو - اثر روشنی) و شر (انگره مینو - اثر تاریکی) وجود دارد که همواره در حال نبرد با یکدیگرند.
نیروهای همزادی که در اندیشه انسان پدیدار می‌شوند مخالف نیستند، همگی در هستی انسان نیک اند و قابل‌ستایش. این انسان است که با اندیشهٔ خود موجب دگرگونی در این هستی می‌شود. همان‌گونه که آذرگشسب این دو گوهر یعنی نیکی و بدی را مینوی می‌داند و با اندیشهٔ انسان پیوسته می‌خواند زیرا سنجش نیک و بد با اندیشهٔ انسان است و وجود خارجی ندارد. یعنی نیکی جز سنجش فکری چیز دیگری نیست.
یا در جای دیگر رستم شهزادی این دو نیرو را نزد پروردگار بد یا خوب نمی‌بیند بلکه لازم و ملزوم یکدیگر می‌خواند، ولی هنگامی که زرتشتیان این دو نیرو را با میزان اندیشه و پندار خود می‌سنجیم، یکی را نیک می‌پنداریم و دیگری را بد و حتی همین نیکی و بدی‌ها صورت گسترده و مطلق ندارند و بنا به محیط و زمان و مکان هر گروهی از مردم، این پندار فرق می‌کند، زیرا در جایی کاری را برخلاف دیگران نیک یا بد می‌دانند. همچنین در کتاب گزارش گاتاها از اورنگ نیز ریشهٔ نیکی و بدی را در نهاد و اندیشهٔ آدمی می‌داند. در تمام کتاب‌ها این دو نیرو را همزاد و متضاد می‌خوانند که در آغاز آفرینش پدیدار شدند و تمامی نویسندگان آن‌ها را لازم و ملزوم یکدیگر می‌خوانند اما در کتاب بینش زرتشت از خنجری به نکته‌ای برخورد کردم که می‌گفت: هیچ‌کدام از این دو گوهر ارزش نیک بودن یا بد بودن را ندارند به بیان دیگر، اهورامزدا آنچه راکه آفریده نیک است و شر در آن راه ندارد. اما اختلاف موجود در هستی هر گاه در اندیشه انسان رشد کند و شکوفا شود، نیک و بد به وجود می‌آید.

## در متن‌های پارسی میانه
در متن‌های پهلوی، واژه اهریمن گاهی وارونه نوشته می‌شود تا نشانه‌ای از واژگونگیِ اعمال وی و بیزاری نویسنده متن از او باشد. در این متن‌ها نیز، اهریمن دشمن اورمزد است و به آفرینش اورمزد می‌تازد و بیماری، تاریکی، ریمَنی (چرکی)، ویرانی، عیب، نقص و مرگ می‌آفریند. آغاز نبرد اورمزد و اهریمن، زمان معین‌شده برای آن، توصیف کامل آفرینش اورمزدی و اهریمنی و سرانجامِ کارِ اهریمن در متن‌های پهلوی به‌صورت‌های متفاوتی آمده‌است. اما، امروزه، به باور پارسیان هند، اهریمن نمودی از تمایلات اهریمنی است و از این رو نبرد واقعی میان اورمزد و اهریمن در روح هر انسان در تمامی جهان ادامه دارد.